# Роуз-Гілл (округ Фейрфакс, Вірджинія)
Роуз-Гілл (англ. Rose Hill) — переписна місцевість (CDP) в США, в окрузі Ферфакс штату Вірджинія. Населення — 21 045 осіб (2020).

## Географія
Роуз-Гілл розташований за координатами 38°47′14″ пн. ш. 77°6′33″ зх. д. / 38.78722° пн. ш. 77.10917° зх. д. (38.787153, -77.109140).  За даними Бюро перепису населення США в 2010 році переписна місцевість мала площу 14,43 км², з яких 14,39 км² — суходіл та 0,04 км² — водойми.

## Демографія
Згідно з переписом 2010 року, у селищі мешкало 20 226 осіб у 7179 домогосподарствах у складі 5172 родин. Густота населення становила 1402 особи/км².  Було 7447 помешкань (516/км²).
Расовий склад населення:
| - 66,0 % — білих - 11,0 % — чорних або афроамериканців - 9,8 % — азіатів - 0,4 % — корінних американців - 0,1 % — вихідців з тихоокеанських островів - 8,8 % — осіб інших рас |

До двох чи більше рас належало 3,8 %. Частка іспаномовних становила 20,9 % від усіх жителів.
За віковим діапазоном населення розподілялося таким чином: 23,7 % — особи молодші 18 років, 65,4 % — особи у віці 18—64 років, 10,9 % — особи у віці 65 років та старші. Медіана віку мешканця становила 38,9 року. На 100 осіб жіночої статі у селищі припадало 100,4 чоловіків;  на 100 жінок у віці від 18 років та старших — 98,6 чоловіків також старших 18 років.
Середній дохід на одне домашнє господарство  становив 132 330 доларів США (медіана — 109 375), а середній дохід на одну сім'ю — 149 075 доларів (медіана — 119 208). Медіана доходів становила 81 930 доларів для чоловіків та 64 909 доларів для жінок. За межею бідності перебувало 4,4 % осіб, у тому числі 5,2 % дітей у віці до 18 років та 5,6 % осіб у віці 65 років та старших.
Цивільне працевлаштоване населення становило 10 541 осіб. Основні галузі зайнятості: освіта, охорона здоров'я та соціальна допомога — 18,9 %, науковці, спеціалісти, менеджери — 16,6 %, публічна адміністрація — 14,7 %.